# 미즈 마블
미즈 마블은 마블 코믹스에서 등장하는 슈퍼히어로이다. 미즈 마블은 캡틴 마블의 여성 대응자로 여겨졌었다. 캡틴 마블처럼 대부분의 미즈 마블은 크리족의 기술 또는 유전자를 통해 자신의 힘을 물려받았다. 마블은 미즈 마블이라는 제목의 연재 만화를 4편 출판하고 있다. 첫 번째와 두 번째 미즈 마블은 캐럴 댄버스이며 세번째와 네번째는 카말라 칸이 미즈 마블로 등장한다.

## 캐럴 댄버스
미즈 마블로 처음 등장한 인물은 캐럴 댄버스로 로이 토마스와 진 콜런이 미국 공군의 일반인으로 등장시켰다. 그녀가 크리족의 폭발에 휩싸인 이후 그녀는 1977년 1월 미즈 마블 1호에 재등장한다. 그녀는 폭발로 인해 테서랙트의 힘과 자신의 유전자가 섞이면서 초인적인 힘을 얻게 된다. 그녀는 어벤저스의 주요 멤버로 등장하며 바이너리와 워버드. 같은 암호명을 쓴다. 2012년 7월 댄버스는 캡틴 마블의 죽음 이후 그 이름을 쓰게 된다.

## 샤론 벤투라
샤론 벤투라는 미즈 마블이라는 이름은 쓴 2번째 인물로 싱 제27호에 등장한다. 그녀는 마이크 카를린과 론 윌슨이 만들었다. 싱 제35호에서 싱과 함께 무제한 레슬링 연합에 참여하기 위해 파워 브로커의 실험에 자원했다. 그 이후 그녀는 미즈 마블의 이름을 채택하며 판타스틱 포 307호에서 판타스틱 포에 참여하게 된다.

## 카를라 소펜
카를라 소펜은 문스톤이라는 이름으로 잘 알려진 인물로 메리 울프만과 프랭크 로빈스가 탄생시킨 인물이다. 소펜은 네파리우스를 속여 그에게 힘을 준 메테오리트를 자신에게 주도록 만들었다. 그녀는 이후 문스톤이라는 이름을 썼고, 그 능력도 같이 지니게 되었다. 어두운 시기 동안 문스톤은 노먼 오스번이 설립한 다크 어벤저스에 참여해 이전 미즈 마블이었던 캐럴 댄버스를 흉내내었다. 이후 댄버스가 2010년 1월 미즈 마블 47호에서 그녀를 물리칠 때까지 소펜이 미즈 마블이 된다.

## 카말라 칸
사나 아마나트와 G. 윌로 윌슨, 아드리안 알포나가 만든 가공인물인 카말라 칸은 캡틴 마블 17호에 처음 등장한다. 그녀는 저지시티에 사는 파키스탄계 미국인으로 캐럴 댄버스를 존경한다. 카말라 칸은 미즈 마블에 2014년 2월부터 등장했으며 마블 코믹스에 처음으로 자신만의 만화책에 주인공으로 등장한 무슬림이 되었다. 미즈 마블 1호: 일반적이지 않은이라는 이 만화는 2015년 휴고 상을 타게 되었다.